# Placidochromis ecclesi
Placidochromis ecclesi es una especie de peces de la familia Cichlidae en el orden de los Perciformes.

## Morfología
Los machos pueden llegar alcanzar los 6,3 cm de longitud total.

## Distribución geográfica
Se encuentra en el lago Malawi (Malaui,  y  Tanzania, África Oriental).